# Gordon Lee (politiker)
Gordon Lee, född 29 maj 1859 i Catoosa County i Georgia, död 7 november 1927 i Chickamauga i Georgia, var en amerikansk demokratisk politiker. Han var ledamot av USA:s representanthus 1905–1927.
Lee var verksam inom jordbrukssektorn och industrin i Chickamauga. År 1905 efterträdde han John W. Maddox som kongressledamot och efterträddes 1927 av Malcolm C. Tarver. Lee avled senare samma år och gravsattes på Chickamauga Cemetery i Chickamauga.